# 7 octobre 1970
Le mercredi 7 octobre 1970 est le 280e jour de l'année 1970.

## Naissances
- Mark Jenkins, street-artist américain
- Christophe Bertschy, graphiste suisse de bande dessinée
- Viorel Tănase, joueur et entraîneur de football roumain
- Lisardo Guarinos, chanteur, acteur espagnol
- Runar Berg, footballeur norvégien
- Tim Unroe, joueur de base-ball américain
- Daniel Collins, kayakiste australien
- Pascal Peyron, joueur français de rugby à XV
- Marc van Uchelen (mort le 2 juin 2013), acteur, producteur et régisseur néerlandais
- Nicole Ari Parker, mannequin et actrice américaine

## Décès
- Alphonse-Marie Parent (né le 2 avril 1906), prêtre catholique et un éducateur québécois

## Autres événements
- Sortie du film Un condé
- Fondation du Congrès de la jeunesse tibétaine
- Juan José Torres devient  président de la Bolivie
- Diffusion de la première émission télévisée Post-scriptum
- Inauguration du stade Algodoneros de Guasave
- Invention, par George Laurer du code UPC (Universal Product Code, CUP en français) ou Code-barres
- Création de la chaîne de supermarché danoise : Bilka